# Psyllototus
Psyllototus é um gênero extinto de besouro-saltador que existiu no que atualmente é  a Ucrânia, durante o período Eoceno. Foi nomeado por Konstantin Nadein e Evgeny Perkovsky em 2010, e o tipo da espécie é Psyllototus progenitor. Uma segunda espécie é chamada de Psyllototus doeberli